# Њемачка бискупска конференција
Њемачка бискупска конференција (њем. Deutsche Bischofskonferenz) скупштина је бискупа Католичке цркве са сједиштем у Савезној Републици Њемачкој.

## Историја
Први састанак њемачких бискупа догодио се 1848. године у Вирцбургу. Године 1867. у Фулди је установљена Конференција бискупа која је 1966. реорганизована у Њемачку бискупску конференцију. Јесења засједања Њемачке бискупске конференције и дан данас се одржавају у Фулди.
Након изградње Берлинског зида, ординаријима из Источне Њемачке је било забрањено да учествују на засједањима конференције у Фулди. Године 1974. Њемачка бискупска конференција је формално предложила разговоре на ту тему са Светом столицом. Као један од резултата, 26. јула 1976. основана је Берлинска бискупска конференција за ординарије из Источне Њемачке. Берлинска бискупија, која је такође укључивала Западни Берлин, као таква је била истовремено заступљена у Њемачкој бискупској конференцији и Берлинској бискупској конференцији. У почетку, заступници су били генерални викари, а касније и сами бискупи.
Католичка црква није сматрала Берлинску бискупску конференцију за националну бискупску конференцију, будући да је Света столица званично сматрала источноњемачке ординарије као дио Њемачке бискупске конференције што је било потврђено папским документом од 26. септембра 1976. године. Бискупска структура у Источној Њемачкој је била сложена. Од 1972, три бискупије су имале своје сједиште Источној Њемачкој, док је остатак Источне Њемачке припадао бискупијама са сједиштем у Западној Њемачкој. Због тога су бискупи морали именовати повјеренике за источноњемачке дијелове својих бискупија.
Берлинска бискупска конференција је била укинута 1990. године.

## Састав
Чланови Њемачке бискупске конференције су сви дијецезански бискупи, бискупи коадјутори, помоћни бискупи и дијецезански администратори са сједиштем у Њемачкој.
Органи Њемачке бискупске конференције су: Скупштина (Сабор), Стално вијеће, предсједавајући, Секретаријат и бројне бискупске комисије.